# Réserve naturelle d'État des Nénètses
La réserve naturelle d'État Nenetski ou réserve naturelle d'État des Nénètses (en russe : Ненецкий заповедник, Nenets Zapovednik) est une aire protégée située dans le district autonome de Nénétsie, dans l'oblast d'Arkhangelsk, au nord de la Russie. La réserve naturelle a été créée le 18 décembre 1997 par décision du gouvernement russe.
La réserve a une superficie de 313 400 hectares, dont 181 900 hectares situés en mer.
La réserve naturelle d'État Nenetski a été créée pour protéger et étudier les écosystèmes typiques à croissance lente de la toundra, située à l'Est, et les eaux côtières de mer de Barents. 

## Géographie
Le territoire de la réserve couvre la plage de Zaharinski sur la mer de Petchora, le cours inférieur du delta de la Petchora, le long de la côte sud de la baie Bolvanski, une partie du delta de la Nerouta le long de la côte sud de la baie Bolvanski, l'île Goulyaevskaïa Koska, l'île Matveïev, l'île Golets, l'île Dolgui, la Petite et la Grande Zelentsi et la baie Korovinskaïa, la baie Kouznetskaïa, une partie de la baie Bolvanski, les eaux le long du Zaharinskogo (la baie Zahrebetnaïa) et deux kilomètres autour des îles mentionnées.

## Biodiversité
Les îles de la réserve sont des lieux de nidification pour les oiseaux, y compris des espèces menacées et en voie de disparition : le petit cygne, l'oie bernache, l'oie naine, le plongeon à bec blanc.
Sur la pointe sud de l'île se trouve une importante colonies côtières morses de l'Atlantique (introduites dans Livre rouge russe). Chaque année, l'île des ours polaires viennent s'installer sur l'île. Parmi les rares cétacés présents dans la réserve, figure le narval, la baleine à bec, le rorqual boréal. Il est également possible d'observer des phoques gris.